# Def Squad
Def Squad es un supergrupo de hip hop formado por Erick Sermon, Redman y Keith Murray. Mally G está considerado miembro honorífico de Def Squad. Antes de formarse oficialmente como grupo para publicar un álbum en 1998, cada uno de los artistas había aparecido en temas de los otros. Def Squad se formó tras el desmantelamiento de Hit Squad, que se disolvió tras las disputas entre Erick Sermon y Parrish Smith, miembros de EPMD.
Son conocidos por su remake de "Rapper's Delight" de Sugarhill Gang.
Def Squad Records cerró un acuerdo con SRC / Universal Records. El trío resurgió en 2007, apareciendo en el álbum en solitario de Redman Red Gone Wild y en el disco de Keith Murray Rap-Murr-Phobia.

## Discografía
| Information del álbum |
| --- |
| El Niño - Publicado: 30 de junio de 1998 - Posición en Billboard 200: #2 - Posición en R&B/Hip-Hop: #1 - Última certificación RIAA: oro - Sencillos: "Full Cooperation" |